# 汤庄街道
汤庄街道是中国山东省临沂市罗庄区下辖的一个街道。

## 行政区划
汤庄街道下辖汤庄村、花埠岭村、东店子村、赵庄村、中店子村、西店子村、大丁庄村、小车庄村、大车庄村、同兴村、彭沂兴村、徐家林村、前后站村。